# Larry Carlton
Larry Carlton es un guitarrista estadounidense de jazz.

## Biografía
Larry Carlton comenzó a recibir lecciones de guitarra con seis años, y su primera actuación profesional tuvo lugar en 1962. Tras oír a Joe Pass, Wes Montgomery y Barney Kessel se decidió a investigar el mundo del jazz, pero la guitarra de blues de B.B. King ejerció también una fuerte influencia en el desarrollo de Carlton como guitarrista. En 1968 acompaña a una banda llamada Fifth Dimension y a partir de 1970 perfecciona sus habilidades en los estudios de California, donde trabaja para artistas de pop como Vikki Carr, Andy Williams, o The Partridge Family.
Durante la década de 1970 y los primeros años de los '80, Carlton trabajó como músico de sesión en Los Ángeles, realizando alrededor de quinientas grabaciones al año, incluyendo álbumes de Steely Dan, Joni Mitchell, Billy Joel, Michael Jackson, Quincy Jones, The Four Tops, Christopher Cross, Barbra Streisand, the Partridge Family y Charly García (Clics modernos). Paralelamente, en 1971 es invitado a unirse a The Jazz Crusaders, una banda que acababa de ser rebautizada como The Crusaders. Con ellos Carlton permanece hasta 1976. En 1978 aparece su primer trabajo en solitario de cierta envergadura, al que le siguen otros cuatro para Warner Bros. Continúa sus trabajos de sesión y en 1986 edita para MCA Records su primer álbum acústico, Discovery, que consigue un Grammy al Best Pop Instrumental Performance por su tema Minute by Minute, de Michael McDonald. Last Nite, un álbum en directo grabado en 1987, obtiene una nueva nominación a los Grammy, la segunda en la carrera de Carlton.
En 1989, durante la grabación de su álbum On Solid Ground, el músico recibe un disparo en la garganta que le destroza las cuerdas vocales. Tras un largo período de hospitalización, logra recuperarse y finalizar el álbum, además de fundar Helping Innocent People, una organización sin ánimo de lucro dirigida a ayudar a las víctimas de violencia. Tras ello, Carlton continúa su agenda de grabaciones y conciertos, registrando un buen número de grabaciones a lo largo de la década de 1990 para GRP Records y MCA. En 1998 se une al supergrupo de smooth jazz Fourplay, apareciendo en los créditos del álbum 4. A la entrada del nuevo siglo, Carlton permanece tan activo como siempre, grabando en estudio y en directo tanto en proyectos bajo su propio nombre (Fingerprints, 2000; Deep into It, 2001; Sapphire Blue, 2004; Fire Wire, 2005; The Jazz King, 2008; etc.) como en colaboraciones con otros artistas como Steve Lukather (Live in Osaka, 2001), Robben Ford (Live in Tokyo, 2007) o Steely Dan (U.S.A. Summer Tour, 2009).

## Estilo y valoración
Como muchos otros músicos de sesión, la carrera del guitarrista y compositor Larry Carlton ha oscilado entre el lucrativo y seguro negocio de los estudios de grabación y el liderazgo de bandas bajo su nombre, cosa que ha hecho desde 1968, año de edición de su primer disco con composiciones propias. Entre las muchas colaboraciones de este ecléctico guitarrista cuya estilo maduró con su colaboración con The Crusaders podemos citar a Steely Dan, Joni Mitchell, Michael Jackson, Sammy Davis, Jr., Herb Alpert, Quincy Jones, Bobby Bland, Dolly Parton, Linda Ronstadt o Charly García (argentino), pero durante la mayor parte de la década de 1970 llegó a grabar hasta 500 álbumes por año, 100 de los cuales llegaron a disco de oro. Por si esto fuera poco, Larry Carlton ha llevado a cabo una prolífica carrera como compositor de música para cine y televisión que le valió la concesión de un Grammy en 1981 el tema original de la serie Canción triste de Hill Street.

## Discografía
- With a Little Help from My Friends. 1968 Uni
- Singing / Playing. 1973 Blue Thumb
- Larry Carlton. 1978 Warner Bros. Records
- Mr. 335 Live in Japan. 1979 Warner Bros. Records (Japón)
- Strikes Twice. 1980 Warner Bros. Records
- Sleepwalk. 1981 Warner Bros. Records
- Eight Times Up. 1982 Warner Bros. Records (incluye el sencillo Tequila)
- Friends. 1983 MCA
- BSO - Against All Odds. 1984 Virgin Records (con Michel Colombier)
- Last Nite. 1986 MCA
- Alone / But Never Alone. 1986 MCA
- Discovery. 1986 MCA
- On Solid Ground. 1989 MCA
- Collection. 1990 GRP
- Renegade Gentleman. 1991 GRP
- Kid Gloves. 1992 GRP
- Larry & Lee. 1995 GRP
- Christmas at My House. 1995 MCA
- The Gift. 1996 GRP Records
- Collection Vol.2. 1997 GRP
- Fingerprints. 2000 Warner Bros. Records
- No Substitutions: Live in Osaka. 2001 Favored Nations
- Deep Into It. 2001 Warner Bros. Records
- Sapphire Blue. 2003 JVC Music
- The Very Best of Larry Carlton. 2005 GRP
- Fire Wire. 2006 RCA Victor
- Larry Carlton with Robben Ford Live in Tokyo. 2007 335 Records
- Take Your Pick. (con Tak Matsumoto) 2010
- Larry Carlton Plays The Sound Of Philidelphia. 2011 335 Records

## Vídeos
- Larry Carlton Live. 1987
- Star Licks Larry Carlton. 1989
- Star Licks Larry Carlton Vol.2. 1992
- Larry Carlton Live At Montreal International Jazz Festival. 1997
- Live at Montreal JazzFestival. 2002 Eagle
- Carlton - Lukather Band - The Paris Concert. 2005 Inakustik
- Carlton, Ford + Autour Du Blues - The Paris Concert. 2008 Inakustik
- Carlton Trio - The Paris Concert. 2009 Inakustik
- Larry Carlton Trio - Estival Jazz. 2011